# 杜俊暉
杜俊暉（Anthony Pinto，2006年2月23日—），香港足球運動員，司職右後衛或右中場，曾經英甲球會保頓U18青年軍，2024年4月首次入選香港足球代表隊，同年6月6日對伊朗首次後備上陣並且射入一球。

## 生平
香港出生，母親是香港人，5歲參加車路士足球學校(香港)開始接觸足球，出身香港老牌球會愉園青訓系統。
在喇沙小學讀完小學後，便移居英國，憑著出色表現，於2021年加盟英格蘭球會保頓青年軍，曾於英格蘭青年足總盃上陣。2023年12月，入選香港18歲以下青年軍29人集訓名單。
2024年4月18日，首次入選香港足球代表隊集訓名單，港隊將在5月28日至31日在將軍澳足球中心訓練。6月1日，香港足球總會公佈6月6日主場對伊朗的23人出賽名單，杜俊暉首次入選，57分鐘首次後備上陣，並且射入一球。
他於2024年8月20日，現身曼徹斯特歌劇院，出席英格蘭職員足球員協會(PFA)頒獎禮時，透露自己已經離開保頓。
2024年9月16日，足球總會公佈香港U20亞洲盃外圍賽決選名單，杜俊暉有份入選。同年9月29日對新加坡U20比賽，杜俊暉射入一球，協助香港U20以2比0擊敗新加坡U20。

## 外部連結
- 保頓足球會網頁球員資料 （页面存档备份，存于）